# جيوفاني فيليسي
جيوفاني فيليسي (بالإنجليزية: Giovanni Felice)‏ هو سياسي مالطي، ولد في 21 يناير 1899 في سليمة في مالطا، وتوفي بنفس المكان في 16 مارس 1977. حزبياً، نشط في الحزب الوطني (مالطا).